# Джамали, Джан Мохаммад
Джан Мохаммад Джамали (англ. Jan Mohammad Jamali; род. 23 мая 1955, Уста-Мухаммад, Белуджистан) — государственный и политический деятель Пакистана. 

## Биография
Сын известного лидера белуджей Мира Нура Мохаммада Джамали из Джафарабада в пакистанской провинции Белуджистан. Был председателем муниципального совета Уста-Мохаммада с 1983 по 1990 год. Был членом Переходного совета Белуджистана с 1983 по 1985 год. Впервые был избран членом Провинциального собрания Белуджистана в 1988 году и работал до 1993 года. Исполнял обязанности министра с 1993 по 1993 год. 
Занимал должность главного министра Белуджистана с 15 июня 1998 года по 12 октября 1999 год, когда главнокомандующий армией генерал Первез Мушарраф пришел к власти в результате военного переворота. С марта 2006 года по март 2012 года два срока подряд занимал должность заместителя председателя сената Пакистана. Участвовал в выборах 2013 года от избирательного округа PB25 от партии Пакистанская мусульманская лига (Н), затем баллотировался от избирательного округа PB14 от Белуджистанской партии Авами. Спикер Провинциального собрания Белуджистана с 4 июня 2013 года по 2015 год.
С 30 октября 2021 года является спикером Провинциального собрания Белуджистана.